# Juliette ou la Clé des songes (film)
Pour les articles homonymes, voir Juliette ou la Clé des songes.
Pour plus de détails, voir Fiche technique et Distribution.
Juliette ou la Clef des songes est un film français de Marcel Carné sorti en 1951.

## Synopsis
Michel (Gérard Philipe) a volé dans la caisse du grand magasin où il travaille. Il a besoin de l'argent pour réaliser son projet : faire un voyage avec Juliette (Suzanne Cloutier), dont il est très amoureux. Mais il se retrouve en prison. Ses rêves l'emmènent dans un village provençal dont personne ne sait le nom et où personne ne se souvient de rien. Il ne tarde pas à y retrouver Juliette, qui elle, est courtisée par un châtelain mystérieux et inquiétant qui s'avèrera être Barbe-Bleue (Jean-Roger Caussimon). Juliette s'apprête à épouser le châtelain lorsque la sonnerie de la prison retentit, tirant Michel de ses rêves.

Une fois éveillé, Michel apprend que la plainte déposée contre lui a été annulée par son patron, Monsieur Bellanger, qui a les traits du châtelain/Barbe-Bleue. Il apprend aussi que c'est Juliette qui a insisté pour que Michel soit libéré et que cette même Juliette s'apprête à donner sa main à Monsieur Bellanger.

Désespéré, Michel décide de retourner dans le pays de l'oubli dont le réveil l'avait extrait.

## Fiche technique
- Titre : Juliette ou la Clé des songes
- Réalisation : Marcel Carné
- Scénario : D'après la pièce de Georges Neveux
- Adaptation : Jacques Viot, Marcel Carné
- Dialogues : Georges Neveux
- Assistants réalisateurs : Patrice Dally, Michel Romanoff
- Photographie : Henri Alekan
- Cadreur : Henri Tiquet
- Montage : Leonide Azar
- Musique : Joseph Kosma
- Orchestre sous la direction des concerts du conservatoire sous la direction de André Cluytens
- Son : Jacques Lebreton
- Décors : Alexandre Trauner
- Architecte, décorateur : A. Capelier
- Costumes : Mayo
- Régisseur général : Henri Jacquillard
- Ensemblier : Robert Turlure
- Script-girl : Paule Converset
- Maquillage : Paule Déan
- Photographe de plateau : Raymond Voinquel
- Directeur administratif : Grégoire Geftman
- Producteur : Sacha Gordine
- Directeur de production : Ludmilla Goulian
- Société de distribution : Les Films Marceau
- Tournage et réalisation dans les studios  Franstudio  "Joinville", "Francoeur", "Saint-Maurice", et studios de Boulogne
- Tirage : Laboratoire G.T.C Joinville - Système sonore Western-Electric
- Format : Noir et blanc - 1,37:1 - 35 mm - Son mono  (Western Electric Sound System)
- Genre : Comédie dramatique
- Durée : 106 minutes
- Date de sortie :
  - France : 18 mai 1951

## Distribution
- Gérard Philipe : Michel Grandier, le rêveur qui recherche Juliette
- Suzanne Cloutier : Juliette
- Gabrielle Fontan : L'épicière
- Jean-Roger Caussimon : Le châtelain, et Mr Bellanger le patron
- Édouard Delmont : Le garde-champêtre
- René Génin : Le père La Jeunesse, le greffier
- Yves Robert : L'accordéoniste
- Roland Lesaffre : Le légionnaire
- Louise Fouquet : La fille
- Marion Delbo : Une femme du village
- Marcelle Arnold : Une femme du village
- Claire Olivier : Une vieille femme
- Arthur Devère : Le marchand de souvenirs
- Max Dejean : Le policier
- Martial Rèbe : L'employé
- Fernand René : Le lecteur
- Jean Besnard : L'infirme
- Paul Bonifas : Le capitaine du cargo
- Gustave Gallet : Le notaire
- Eugène Yvernès : Un habitant du village
- Henri Niel : Un habitant du village
- Hennery : Un habitant du village
- René Hell : Un habitant du village
- Jean Sylvère  : Un habitant du village
- Guy Mairesse : Un prisonnier
- Jean Clarieux : Un habitant du village
- Pierre Vernier : Le jeune homme aux souvenirs
- Georges Demas : Un habitant du village
- Gérard Darrieu : Un prisonnier
- Jean Bazin
- Jean-Pierre Lorrain
- Paul Violette
- Anne Marilo
- Liliane Ernout
- Olivier Darrieux
- Marc Gentilhomme

## Accueil
Salué à sa sortie pour sa beauté formelle (décors, photographie), le film est néanmoins considéré comme distant, glacé ou artificiel par de nombreux critiques. Dans Les Cahiers du cinéma (no 3, juin 1951), Frédéric Laclos, avance que Juliette, malgré ses défauts, s'inscrit dans la ligne des autres films de Carné et souligne « une étonnante permanence des thèmes, même en l'absence de Prévert ». Claude Mauriac, dans Le Figaro littéraire (26 mai 1951) se dégoûte presque des anciens films de Carné : « L'insupportable prétention des Portes de la nuit et davantage encore de Juliette ou la clé des songes désenchante rétrospectivement ces œuvres que nous avions tant aimées, le Quai des brumes, Hôtel du Nord, Le jour se lève, les Enfants du paradis ».
Georges Charensol, dans Les Nouvelles littéraires (29 mai 1951) établit une parenté avec les films de Cocteau. Dans Le Monde (12 mai 1951), Henry Magnan parle tout de même d'une « œuvre de classe tout à fait exceptionnelle, d'une beauté formelle que justifie la nature du thème choisi, d'une poésie aussi pure et aussi vraie que l'était celle des Visiteurs du soir, du même Carné, d'une efficacité, enfin qui a tôt fait de décourager les rires des spectateurs que déconcerte au départ un brusque passage du réel à l'imaginaire. »

## Autour du film
- En 1941, Marcel Carné avait promis le rôle principal de Michel Grandier à un autre jeune premier de l'époque, Jean Marais. Mais ce dernier ne put tenir son rôle parce qu'il venait d'entrer à la Comédie-Française et son contrat ne l'autorisait pas à bénéficier de droit à des congés. Le film se fit 10 ans plus tard avec Gérard Philipe[1].

## Récompenses et distinctions
- Le film a été présenté en sélection officielle au Festival de Cannes 1951[2].